# كامارجو (كانتابريا)
بلدية كامارجو (بالإسبانية: Camargo)‏، هي إحدى بلديات منطقة كانتابريا, المصنفة على أنها مقاطعة أيضاً، في شمال إسبانيا.
يبلغ عدد سكانها 23.914 نسمة وفقاً لإحصائية سنة (2002).